# Top Achat
 (mars 2014).
Si vous disposez d'ouvrages ou d'articles de référence ou si vous connaissez des sites web de qualité traitant du thème abordé ici, merci de compléter l'article en donnant les références utiles à sa vérifiabilité et en les liant à la section « Notes et références ».
Top Achat est une enseigne de distribution de produits informatiques et électroniques grand public exerçant ses activités principalement sur le Web. Elle appartient à la société LDLC.

## Historique
Créée en mars 1999 par Denis Gachon, Après avoir fusionné avec Clust.com en 2003, l'entreprise Top Achat a été rachetée en 2007 par le groupe France Telecom. De 2009 à 2016 Top Achat appartient à RueDuCommerce.
Le 4 janvier 2016, Carrefour rachète RueDuCommerce et sa marque TopAchat.
La société d'origine avait déposé les noms Top Achat, topachat.com, et le nom de service Config'O'Matic.
En octobre 2019, LDLC rentre en contact avec le groupe Carrefour pour le rachat de la marque Top Achat. Validé fin mars par l'Autorité de la concurrence, le rachat est finalisé le 10 avril 2020 par LDLC.